# Ritsurin-Park

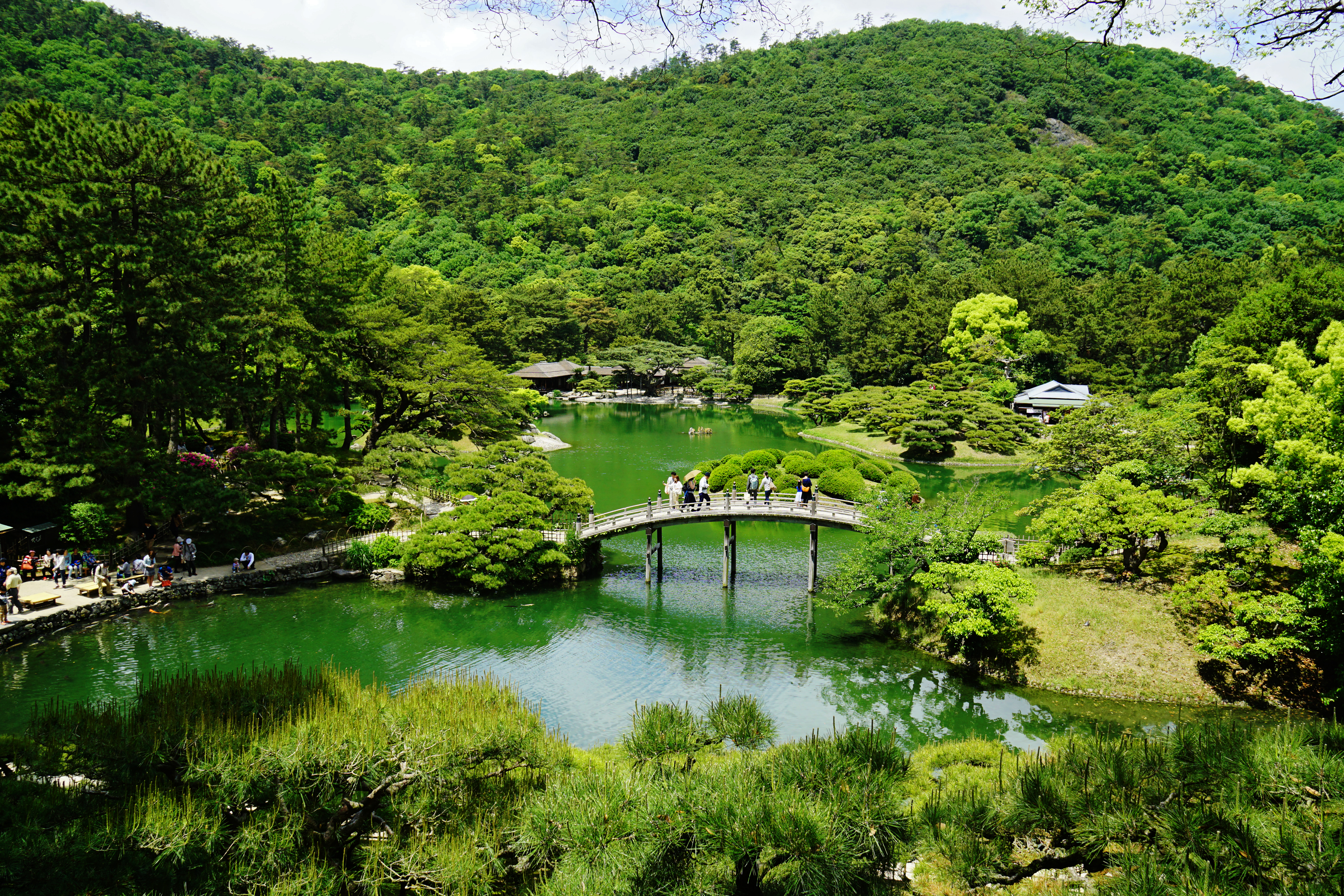
Blick vom Hiraihō über die Engetsu-Brücke auf den Südlichen See

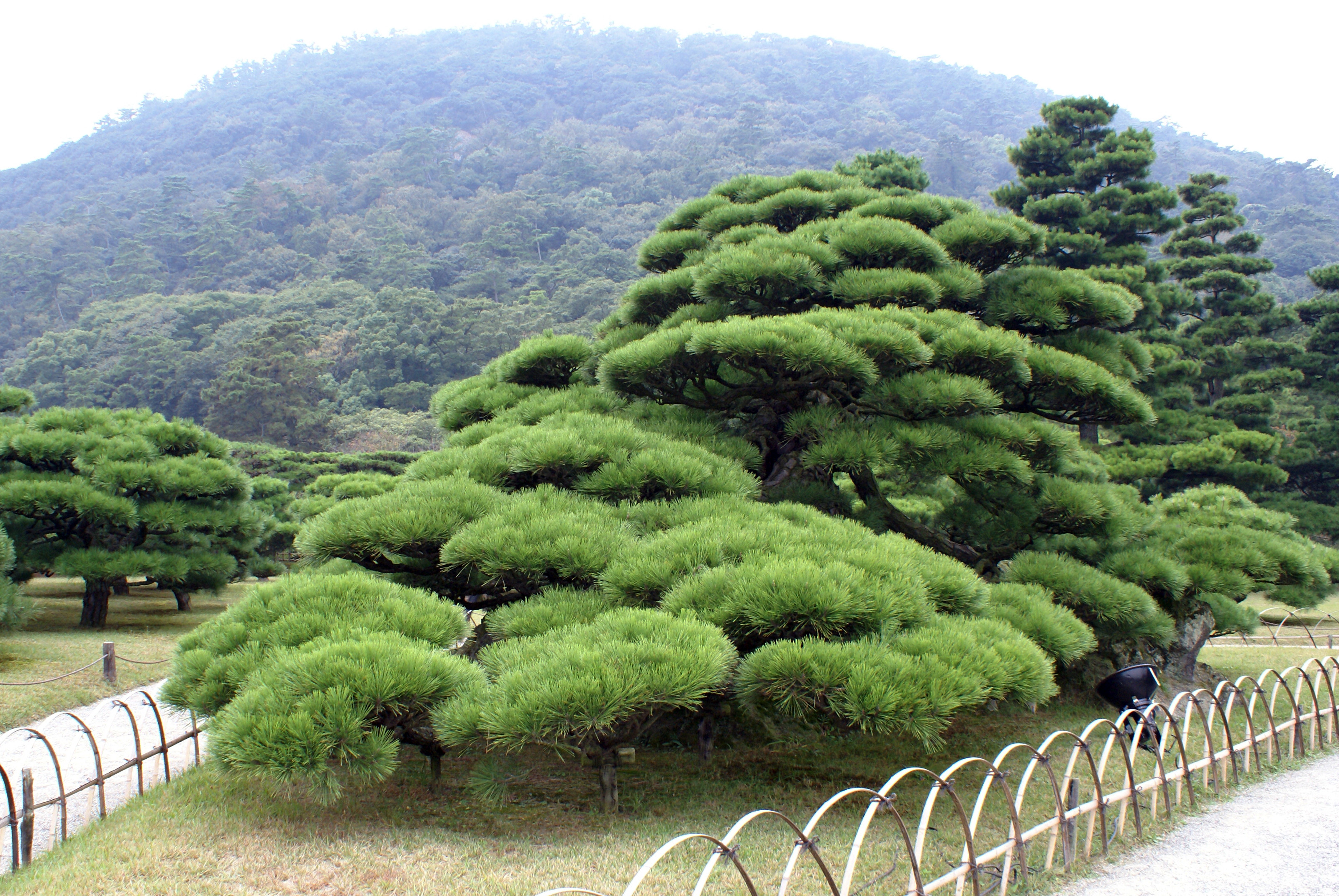
Tsuru-Kame-Kiefer
mit Berg Shiun im Hintergrund

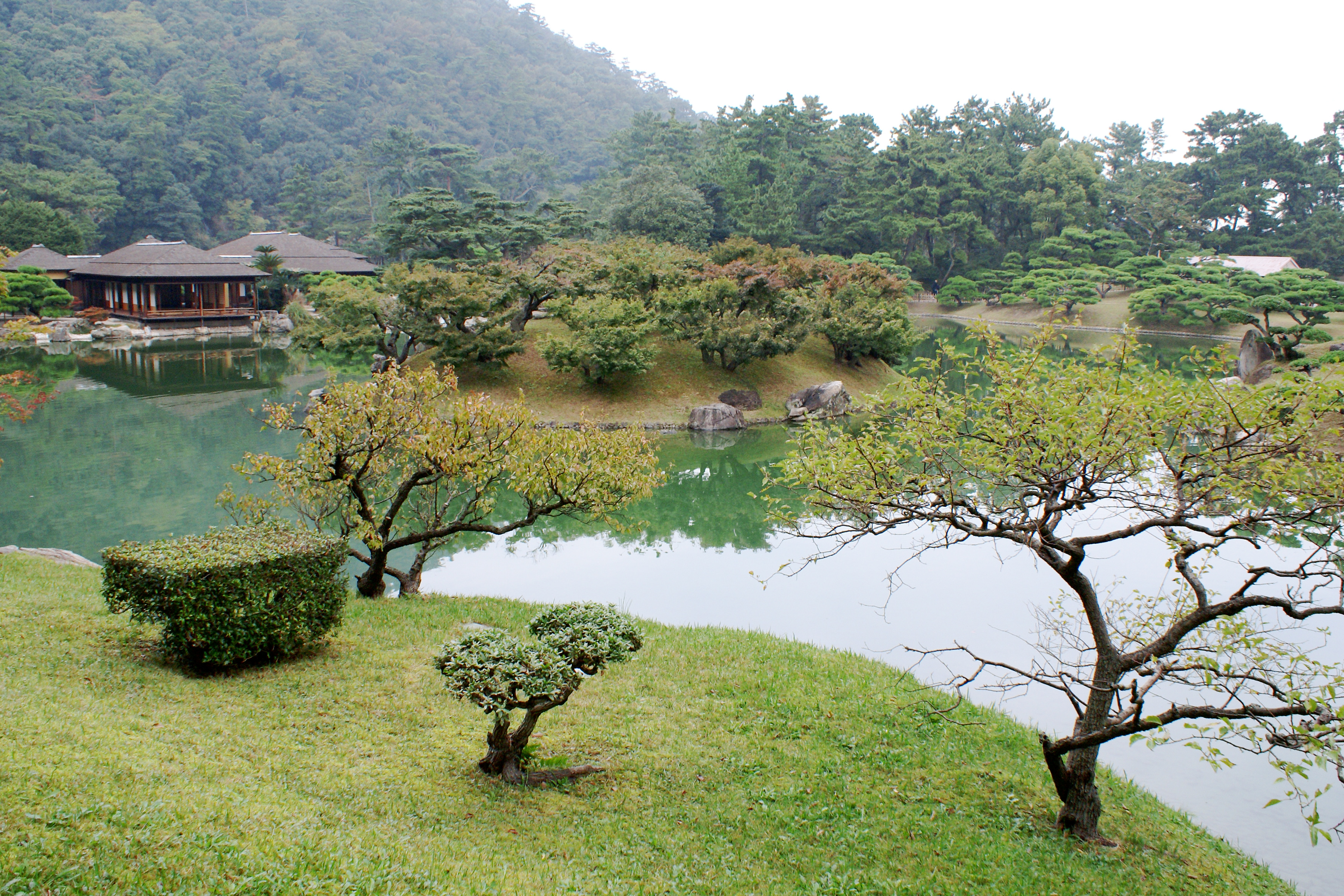
Blick zum Kikugetsu-Pavillon

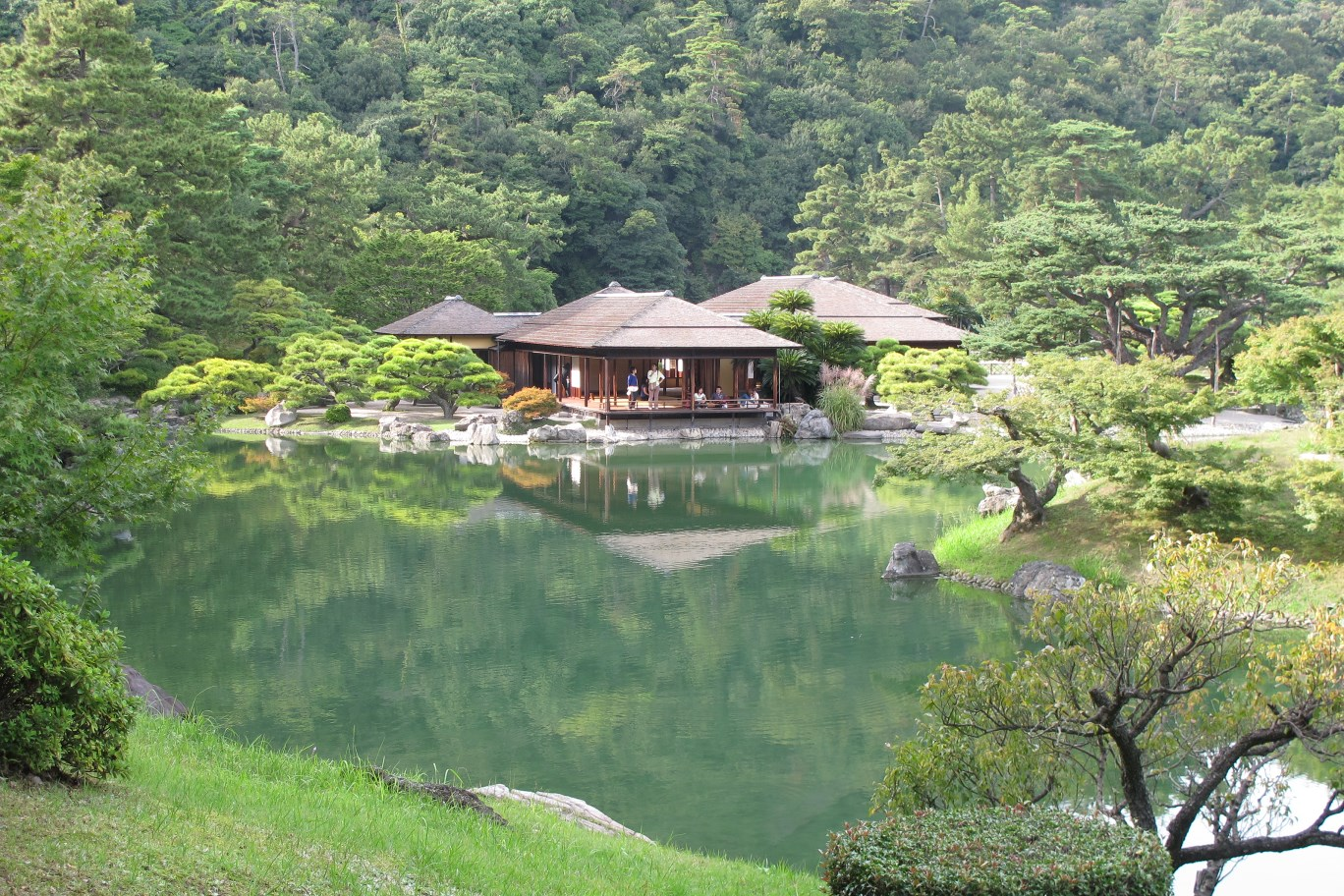
Kikugetsu-Pavillon vor dem Shiun

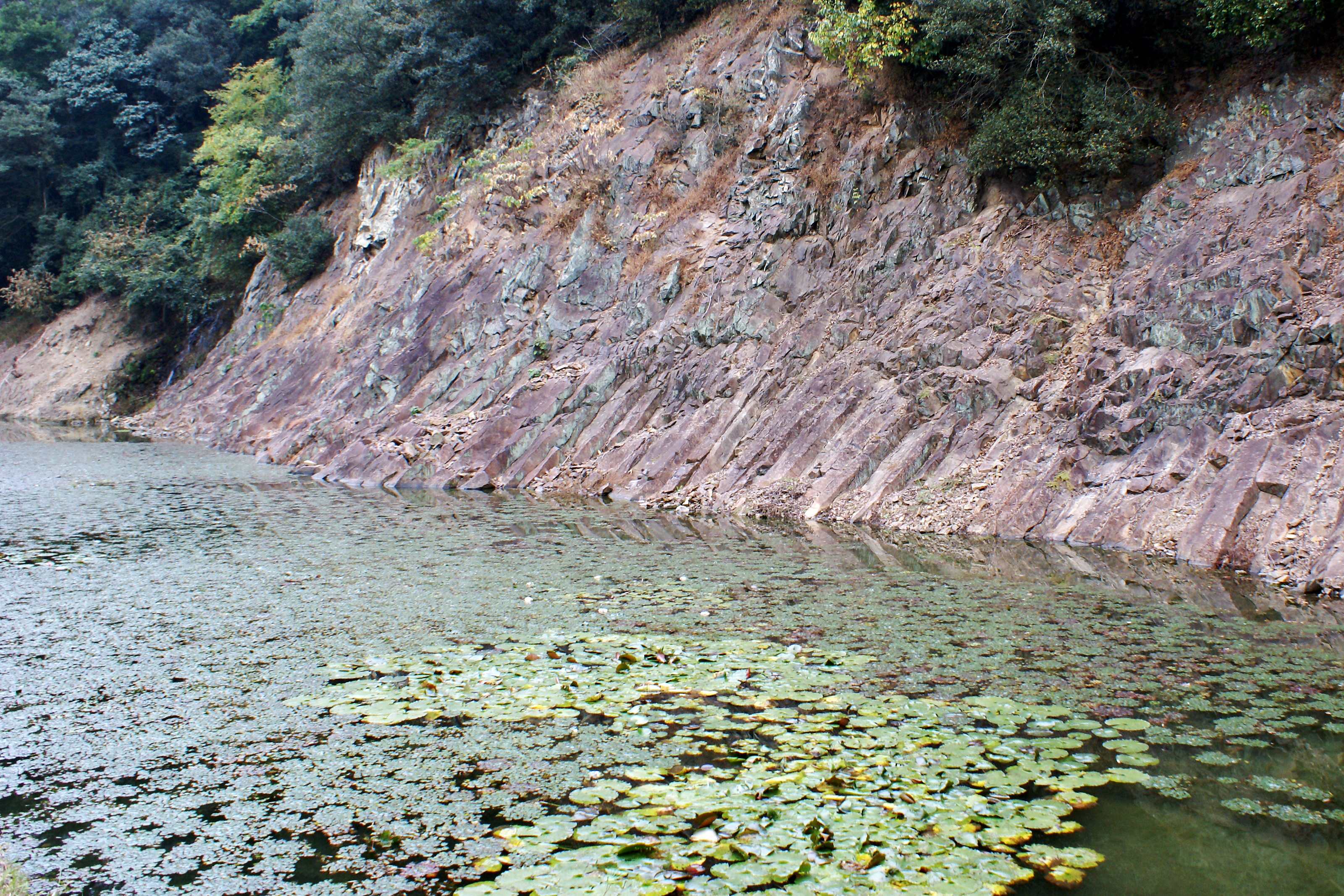
Fuß des Shiun-Bergs

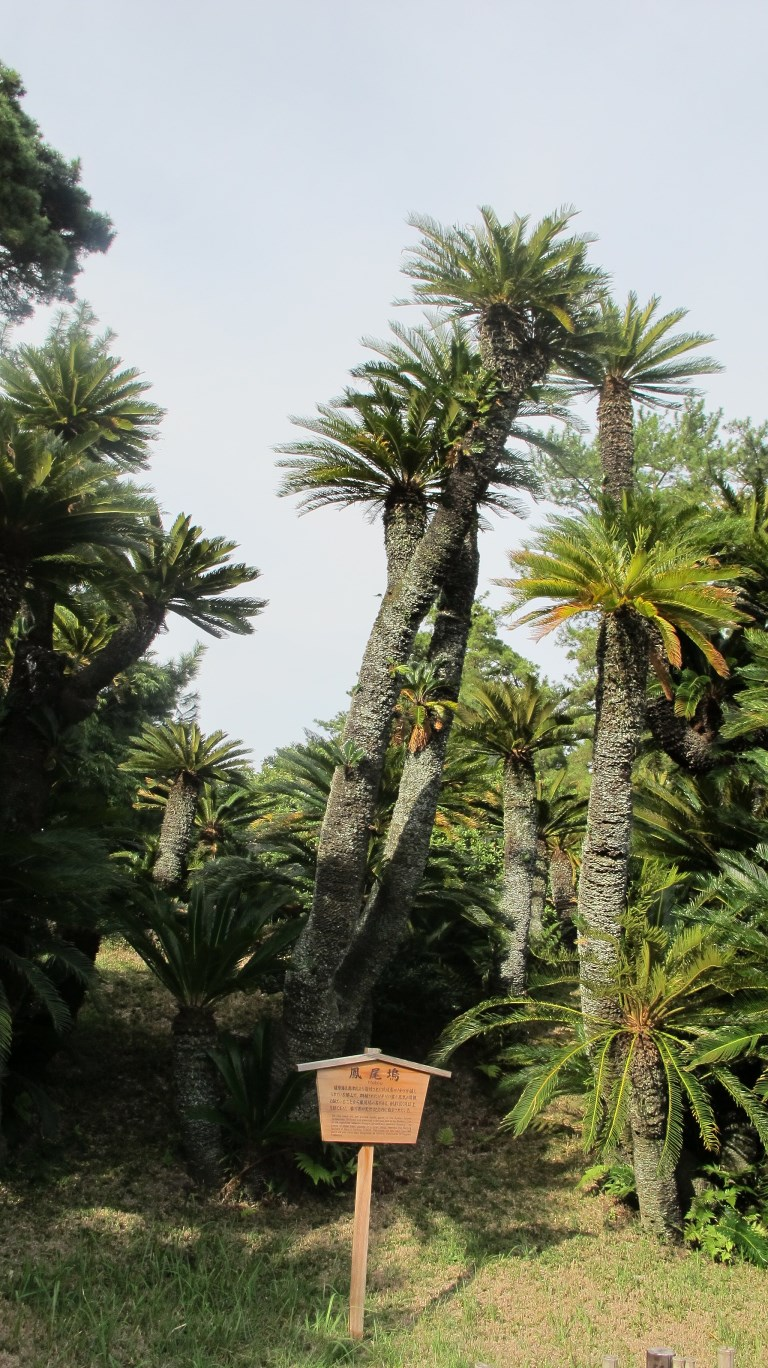
„Hōbiu“ - Hang mit Sotetsu

Der Ritsurin-Park (japanisch 栗林公園, Ritsurin-kōen, wörtlich „Kastanienwäldchen-Park“) am Rande der Stadt Takamatsu ist mit fast 75 Hektar der größte Wandelgarten Japans. Er gehört zu den „Ausgezeichneten Sehenswürdigkeiten“ (tokubetsu meishō) des Landes.

## Geschichte
In der Genki-Tenshō-Periode (um 1575) errichtete die dort lebende wohlhabende Familie Satō einen Garten, der im Südwest-Teil des heutigen Parks lag. Dann übernahm um 1625 der Fürst (Daimyō) von Takamatsu in der Provinz Sanuki, Ikoma Takatoshi, den Garten und erweiterte ihn um den Bereich, der heute am „Südlichen See“ liegt. 1642 wurde Fürst Matsudaira Yorishige mit dem Lehen (Han) betraut, er setzte den Ausbau des Gartens fort.
Auch die nachfolgenden Matsudaira setzten die Instandhaltung und den Ausbau des Gartens fort, bis er nach hundert Jahren 1745 unter Yoritaka seine endgültige Gestalt erhielt. Insgesamt nutzten bis zur Meiji-Restauration 1868 elf Generationen der Matsudaira den Garten als Nebenresidenz (shimo-yashiki). Nach 1868 wurden die Matsudaira von Takamatsu in den neuen Adelsstand (kazoku) erhoben. Graf Matsudaira Yorinaga (1874–1944) wird im Park mit einem Denkmal geehrt.
1871 wurde der Takamatsu-han aufgelöst, der Park kam zunächst in Besitz der neuen Regierung und wurde dann am 16. März 1875 der Öffentlichkeit zugänglich gemacht. Die Präfektur errichtete Ausstellungsgebäude mit Volkskunst der Präfektur (讃岐民芸館, Sanuki Mingeikan) und ein Gebäude zur Förderung der Wirtschaft und des Handels (商工奨励館, Shōkō Shōreikan). Beide Gebäude befinden sich im Nordteil des Parks.

## Der Park
Der Park erstreckt sich in nordsüdlicher Ausdehnung vor dem im Westen liegenden Berg Shiun (紫雲山, -zan), der als „geborgte Landschaft“ (借景, shakkei) benutzt wird. Der Park wird in einen Nord- und in einen Süd-Park unterteilt, die aber ohne sichtbare Grenze ineinander übergehen. Mit einem „Nördlichen“, „Westlichen“, „Südlichen See“, „Ententeich“, „Kansui-Teich“, „Lotus-Gewässer“ (hier mit dem alten Namen für Lotus, Fuyō, benannt) und weiteren kleinen Teichen weist der Park eine ungewöhnlich große Zahl von Gewässern auf. Sie sind alle miteinander verbunden und werden zum Teil mit Booten befahren. Die Gewässer werden von einer entsprechend großen Zahl von Brücken überquert, darunter auch die „Halbmond-“ oder „Bogenbrücke“ (Engetsu-kyō).

### Sehenswürdigkeiten
Der Nordteil weist neben den oben erwähnten Gebäuden u. a. folgende Sehenswürdigkeiten auf:
- Tsuru-kame-matsu (鶴亀松): 100 Kiefernzweige in Schildkrötenform ergeben die Gestalt eines Kranichs,
- Kamobiki hori: Graben zum Entenfang am Ententeich.

Der ältere Südteil weist u. a. folgende Gebäude und Sehenswürdigkeiten auf:
- Higurashi-tei: ein alter Pavillon aus der Edo-Zeit und ein neuer gleichen Namens von 1898,
- Kōbusha: Gelände für militärische Übungen (Bogenschießen),
- Hōbiu: Anhöhe mit „Phönix-Schwänzen“ = Sotetsu (cycas revoluta),
- Kikugetsu-tei: Tee-Pavillon aus der Anfangszeit des Parks[Anm 3],
- Hako-matsu, Byōbu-matsu: Schwarzkiefern, deren Zweige durch Schnitt in geometrische Formen gebracht wurden,
- Shōfuda: eine lose mit Steinen belegte Anhöhe, wohl der älteste Teil des Parks,
- Fukiage: der große Quellteich, die Wasserversorgung für den Park,
- Hiraihō, Fuyōhō: zwei Anhöhen am Ostrand des südlichen Parks.

### Das Jahr und seine Blüten
| Monat(e)     | Blüte                          | Anmerkung                                                            |
| ------------ | ------------------------------ | -------------------------------------------------------------------- |
| Februar      | Kamelien                       | im ganzen Park                                                       |
| Februar/März | Pflaumen                       | Nord- und Südwäldchen, ca. 200 Bäume                                 |
| März         | Magnolien                      | am Shōbuda                                                           |
| April        | Kirschen                       | ca. 350 Bäume im ganzen Park                                         |
| Mai          | Wisterien versch. Azaleen Iris | am Alten Higurashi-tei im ganzen Park, ca. 2300 Sträucher am Shōbuda |
| Juni         | Schwertlilien                  | ca. 3000 Stauden am Ententeich                                       |
| Juli         | Yabu-kanzō No-kanzō            | am Seikei Wasserlauf am Shosan, Kansui-Teich                         |
| Juli/August  | Lotus                          | im Fuyō-Gewässer                                                     |
| September    | Buschklee                      | im ganzen Park                                                       |
| November     | Ahorn                          | am Ahorn-Ufer (kaedegishi)                                           |

## Kenndaten
- Träger: Präfektur Kagawa
- Eröffnung: 16. März 1875
- Fläche: 748.749 m²
- Gewächse: einige tausend Bäume und Sträucher
- Anlagen: zahlreiche Teehäuser bzw. Pavillons, Ausstellungsgebäude, Restaurants
- Zugang: gebührenpflichtig